# Pallissa

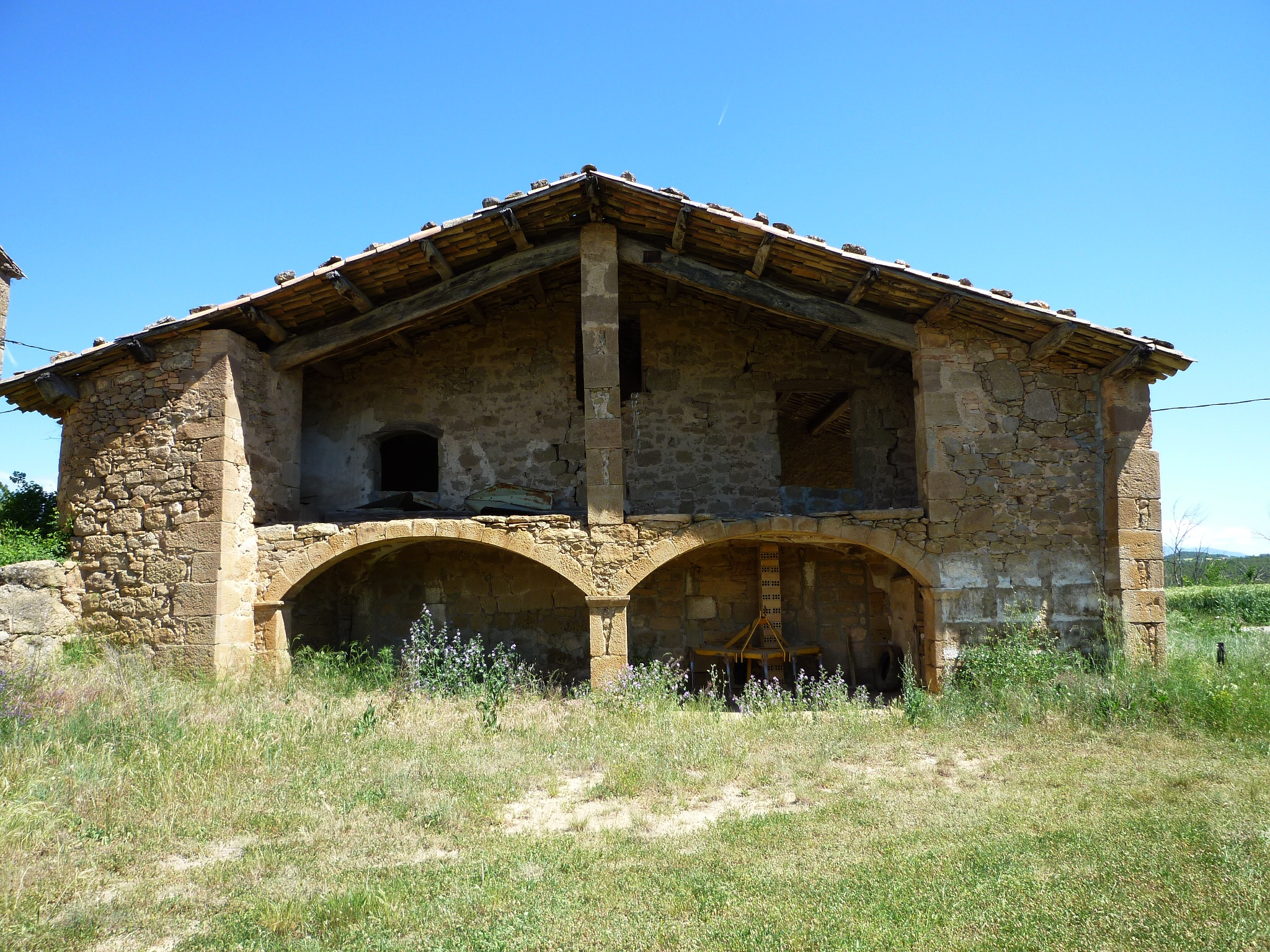
Pallera de la Casanova de Pinell

Una pallissa o pallera és una construcció dedicada exclusivament a l'emmagatzematge de la palla.
Les pallisses solen ubicar-se als afores dels nuclis rurals (generalment prop de les eres) i de camí a les zones d'estabulació del bestiar, tot i que en alguns casos s'inclouen entre els habitatges. Les pallisses són edificacions que eviten les zones humides, o els vents, intentant que la palla es conservi seca a l'interior. Formen part dels elements constructius de l'arquitectura popular. Es construïen fonamentalment de tàpia però amb el sòcol de pedra per aïllar la construcció dels efectes perniciosos de la humitat.

## Característiques

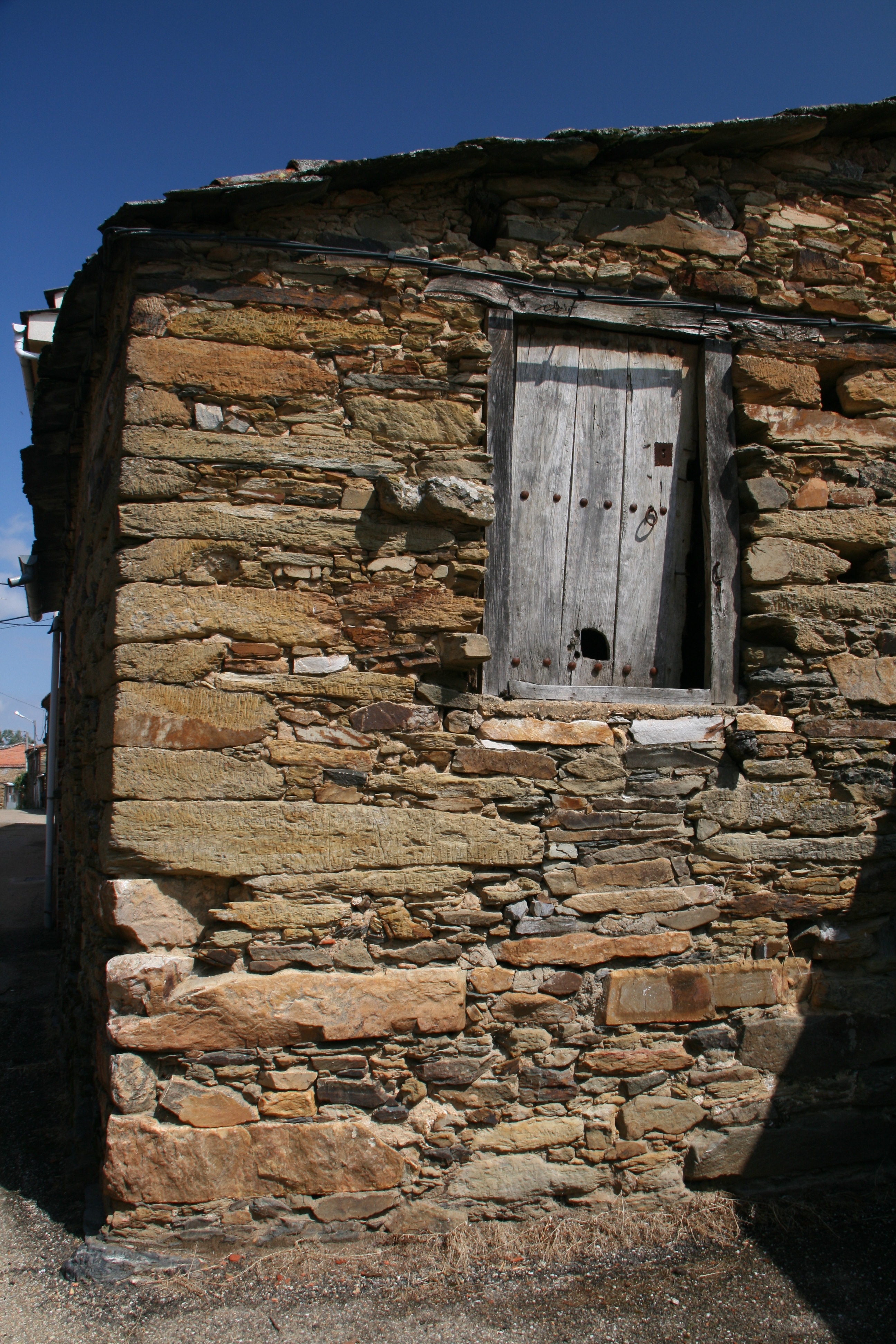
Pallissa a Pobladura de Aliste, la porta de fusta a una cota elevada del sòl, permetia la càrrega d'un carro des d'aquesta altura.

Les pallisses són elements arquitectònics dissenyats i preparats per a l'emmagatzematge en sec d'un dels subproductes de la cadena de processament dels cereals: la palla. El seu emmagatzematge permet que pugui ser emprada posteriorment, tant en l'alimentació de la ramaderia de treball (barrejat amb els pinsos) com en el condicionament dels estables (estabulació). Els sobrants d'aquest doble ús ramader genera adob, que finalment es reutilitza en la sembra de l'any següent, tancant d'aquesta manera el cicle agrícola.
Les pallisses es troben prop de les eres i generalment a la vora de la xarxa de carreteres o accessos al poble. Permeten d'aquesta forma als carros i altres mitjans de transport la distribució del seu contingut. L'era és el lloc on es processa el cereal, s'acumula i s'estén al llarg de l'era perquè sigui esmicolat i tallat mitjançant l'ús de trills fins que s'acaba acumulant per ser garbellat (separant el gra de la palla). La palla es pot empacar, o simplement acumular per ser dipositada finalment a la pallissa. Dependrà de com sigui de moderna la maquinària implicada en el procés de la collita. La palla es transporta mitjançant carros o tractors abocant-la a l'interior de la pallissa. L'extracció de la palla se sol fer en petites quantitats i el seu volum no arriba a assolir el parell de sacs cada vegada.
Les característiques arquitectòniques de les pallisses solen ser idèntiques en la majoria dels casos. La planta sol ser rectangular. L'edificació sol ser prismàtica i la crugia sol ser d'un únic volum, és a dir, sense espais compartimentats. No solen ser edificacions altes (entre els tres metres d'alçada), de manera que s'estenen en horitzontal. El material emprat en els paraments és format per tàpia i combinat amb pedra. Pràcticament no tenen obertures a les parets. Les cobertes solen ser de teula disposada a una aigua.

## Història
El graner modern es va desenvolupar en gran manera a partir del graner medieval de tres passadissos, comunament conegut com a graner del delme o graner monàstic. Això, al seu torn, es va originar en una tradició de construcció del segle xii, també aplicada a sales i edificis eclesiàstics. Al segle xv, es van trobar diversos milers d'aquests enormes graners a Europa occidental. Amb el temps, el seu mètode de construcció va ser adoptat per les granges normals i es va anar estenent a edificis més senzills i altres zones rurals. Per regla general, el graner amb passadissos tenia grans portes d'entrada i un passadís de pas per als carros carregats. Els pisos d'emmagatzematge entre els llocs centrals o als passadissos es coneixien com a badia o sega (del francès mitjà moye).
Els tipus principals eren graners grans amb passatges laterals, graners compactes amb una entrada central i graners més petits amb un passatge transversal. Aquest darrer també es va estendre a Europa de l'Est. Sempre que es van aplicar murs de pedra, el marc de fusta amb passadissos sovint donava pas a edificis d'una sola nau. Un tipus especial eren els estables, que incloïen habitatges i estables, com la granja de Frísia o la casa del Golf i la casa de la Selva Negra. Tot i això, no tots van evolucionar del graner medieval. Altres tipus baixen de la casa comunal prehistòrica o altres tradicions de construcció. Un d'aquests últims era la casa de baix alemany, en què la collita s'emmagatzemava a l'àtic. En molts casos, el graner colonial del Nou Món va evolucionar a partir de la casa de la Baixa Alemanya, que va ser transformada en un graner real per la primera generació de colons dels Països Baixos i Alemanya.

## Disseny

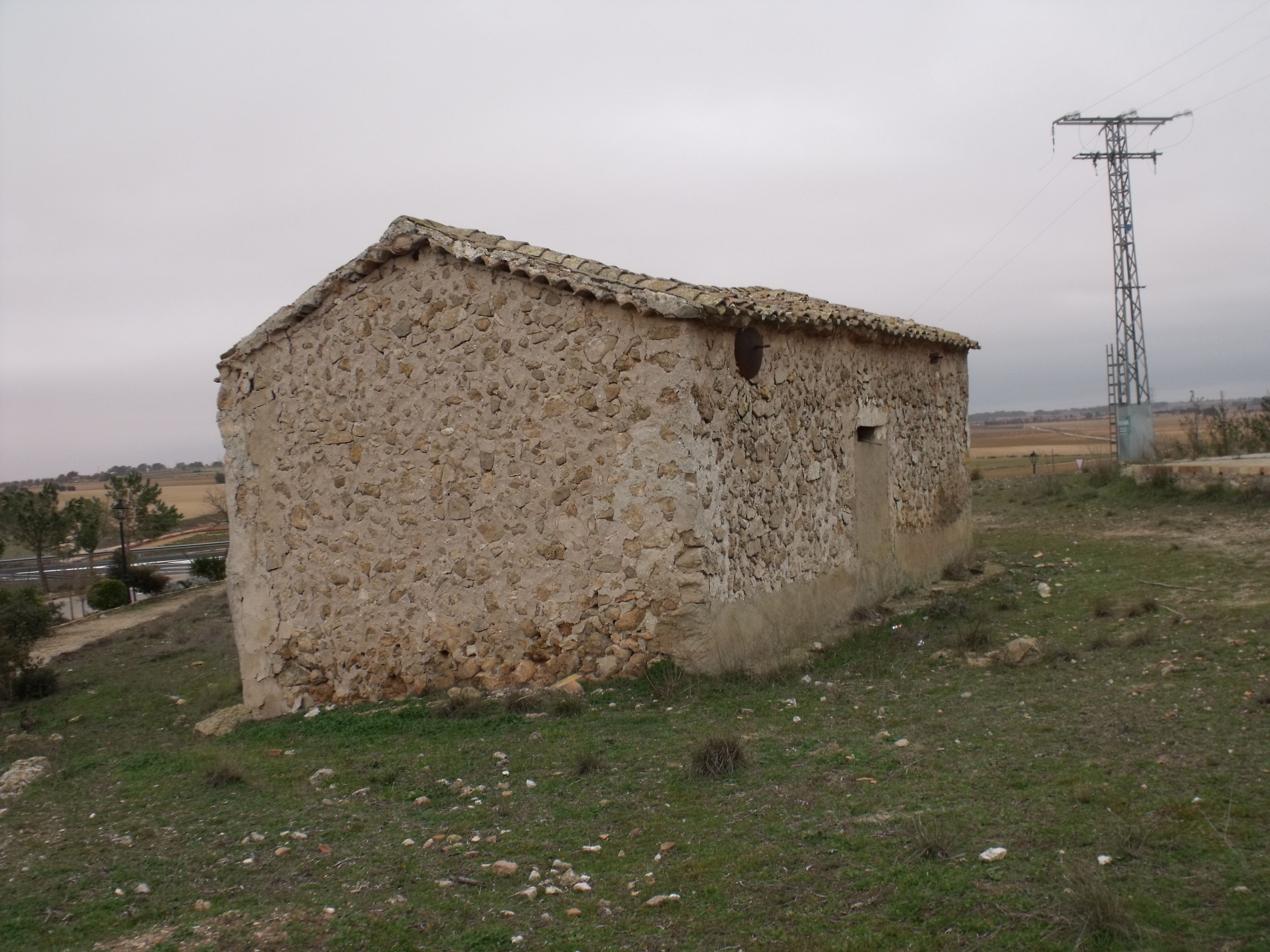
Coberta tradicional a la província d'Albacete, Espanya.

Generalment, és de disseny senzill, encara que les dimensions poden dificultar el càlcul de l'estructura del sostre, preferint que no tingui suports intermedis per facilitar la circulació, i el càlcul de l'estabilitat dels murs perimetrals, que solen rebre l'empenta dels materials dipositats dins.
Els coberts són construccions relativament grans, les quals poden ser utilitzades en diferents situacions, les quals abasten des de cura i ordre d'eines, viver d'animals fins a treballs de règim industrial.
Entre els tipus de coberts trobem diferents tipus de construccions, les quals dependran exclusivament de l'ús o sol·licitacions a què serà sotmès. Entre ells hi ha galpons de formigó, fusta, tubest i reticulat. Cadascú pot portar accessoris adjunts a l'estructura o no per tal de donar una millor estètica i durabilitat a l'obra.
Tot i que els coberts són de construcció i disseny senzill, estan dissenyats per suportar tota mena de sobrecàrregues com qualsevol construcció pesada, amb això ens referim a sismes, fortes càrregues de vents i neu.
Per a la construcció d'un cobert s'han de seguir diversos passos, primer s'haurà de fer la fonamentació, després veure el tipus de material que s'utilitzarà per a l'estructura, la coberta i les parets d'aquest, tenint en compte la utilitat que se li donarà, i finalment s'avaluen aquells requisits per al millor equipament del cobert, un dels complements que pot resultar més important és el de les instal·lacions elèctriques i d'algun material o sistema que permeti la impermeabilitat i l'aïllament tèrmic per fer que l'interior de la construcció sigui el més grat i còmode possible.

## Construcció

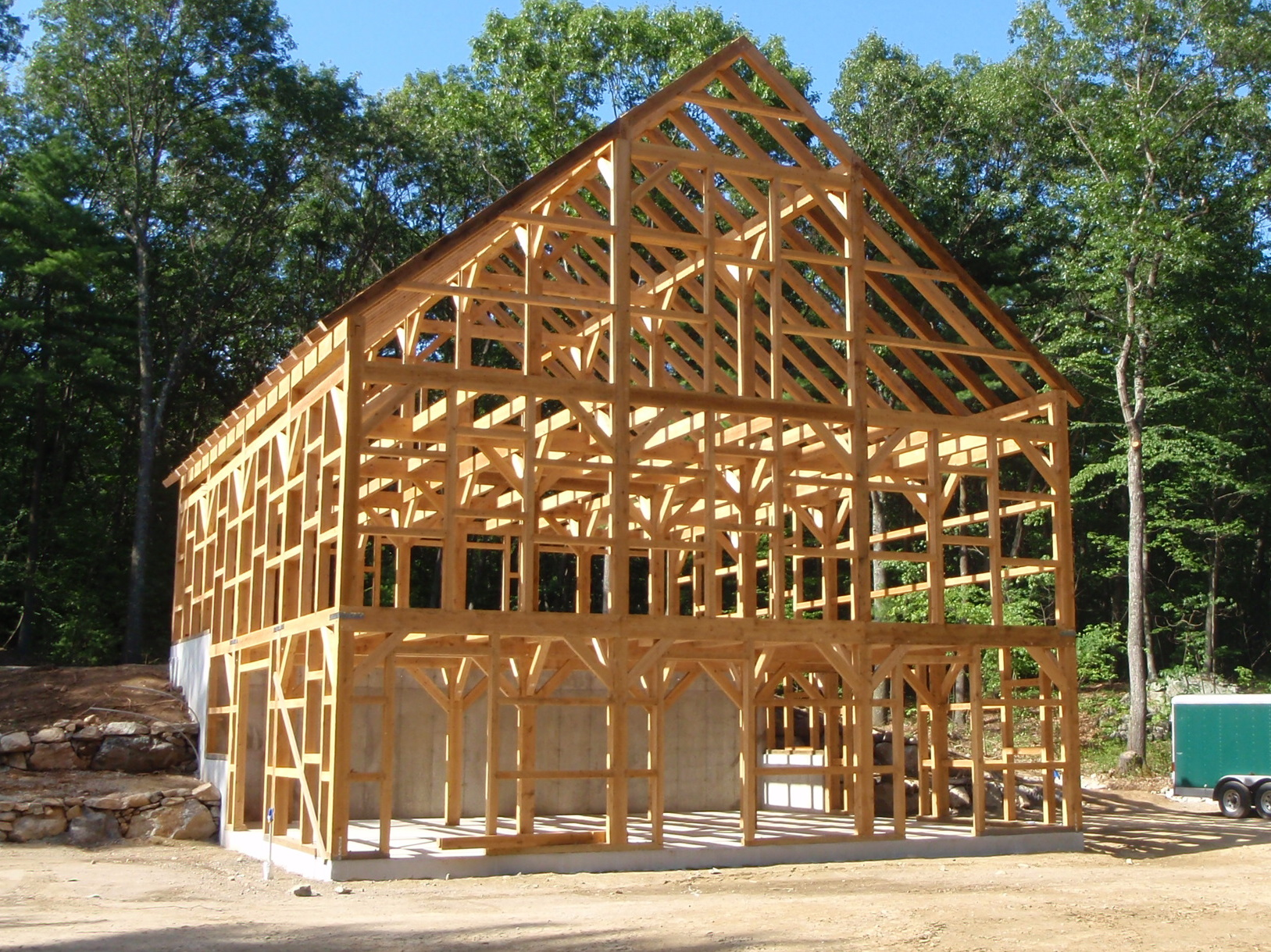
L'esquelet d'un estable de cavalls de pals i bigues just després d'aixecar

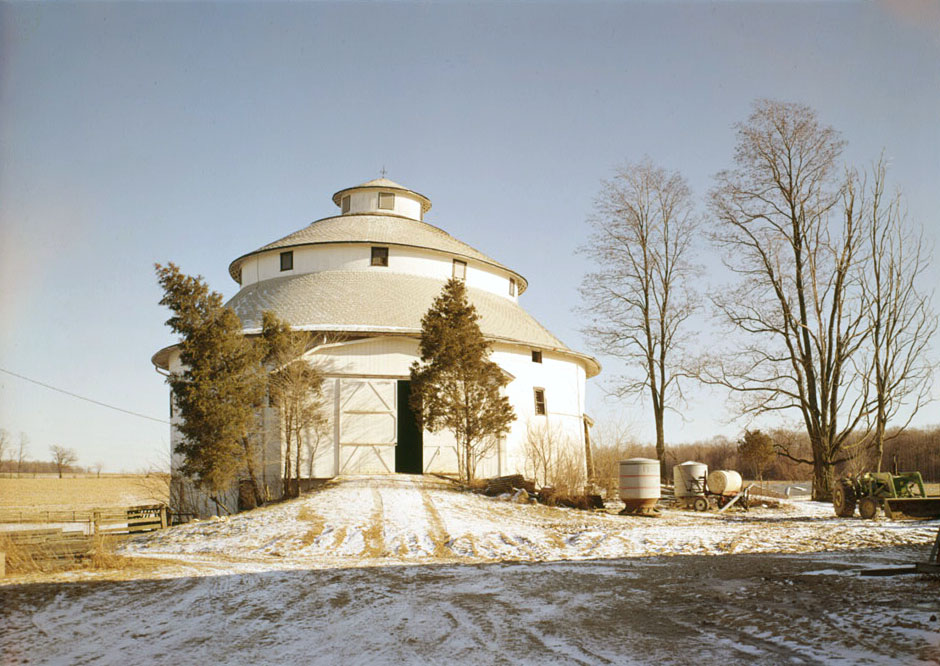
Thomas Ranck Round Barn a Fayette County, Indiana, EUA

A les valls de Yorkshire, Anglaterra, els graners, coneguts localment com a cases de vaques, es van construir a partir de parets de pedra dobles amb tòfones o pedres passants que actuaven com a llaços de paret.
Als EUA, els graners més antics es van construir amb fustes tallades d'arbres a la granja i es van construir com un graner de bressol de troncs o armadura de fusta, encara que els graners de pedra de vegades eren construïts en àrees on la pedra era un material de construcció més barat. A mitjan o final del segle xix, als EUA, els mètodes d'estructura de graner van començar a allunyar-se de l'estructura de fusta tradicional a edificis amb "estructura d'entramat" o "estructura de taulers". Els graners amb entramat de bigues o taulers van reduir la quantitat de bigues en lloc de fer servir fusta dimensional per a les bigues. Les unions van començar a cargolar-se o clavar-se en lloc de mortar-se i espigar-se. L'inventor i titular de la patent de Jennings Barn va afirmar que el seu disseny feia servir menys fusta, menys feina, menys temps i menys cost de construcció i era durador i proporcionava més espai per a l'emmagatzematge de fenc. La mecanització a la granja, una millor infraestructura de transport i la nova tecnologia, com una forquilla de fenc muntada en una pista, van contribuir a la necessitat d'estables més grans i oberts, les serradores que feien servir energia de vapor podien produir peces de fusta més petites de manera assequible, i els claus tallats a màquina eren molt menys cars que els claus fets a mà (forjats). El bloc de formigó va començar a usar-se per a graners a principis del segle xx als EUA.
Els graners moderns són edificis d'acer. Aproximadament des de 1900 fins a 1940, es van construir molts graners lleters al nord dels EUA Aquests comunament tenen gambrel o sostres a quatre aigües per maximitzar la grandària del loft de fenc sobre el sostre de la lleteria, i s'han associat amb la imatge popular d'una granja lletera. Els graners que eren comuns al cinturó de blat contenien un gran nombre de cavalls de tracció com els Clydesdales o Percheron. Aquests grans graners de fusta, especialment quan estaven plens de fenc, podien provocar incendis espectaculars que solien ser pèrdues totals per als grangers. Amb l'arribada de les empacadores, es va fer possible emmagatzemar fenc i palla a l'aire lliure en piles envoltades per un tallafocs arat. Molts graners al nord dels Estats Units estan pintats en vermell graner amb una vora blanca. Una possible raó d'això és que l'òxid fèrric, que s'usa per crear pintura vermella, era el producte químic més barat i disponible per als agricultors de Nova Anglaterra i àrees properes. Una altra possible raó és que l'òxid fèrric actua com a conservant i així pintar un graner ajudaria a protegir l'estructura. El costum de pintar els graners de vermell amb motllures blanques està molt estès a Escandinàvia. Especialment a Suècia el Falu vermell amb adorns blancs és el color tradicional de la majoria dels edificis de fusta.
Amb la popularitat dels tractors després de la Segona Guerra Mundial, molts graners van ser derrocats o reemplaçats per modernes cabanes Quonset fetes de fusta contraxapada o acer galvanitzat. Els ranxos de carn i les lleteries van començar a construir graners més petits sense altell, sovint amb cabanes Quonset o amb parets d'acer sobre un marc de fusta tractada (antic pals de telèfon o electricitat). A la dècada de 1960 es va descobrir que el bestiar rebia suficient protecció dels arbres o tanques contra el vent (generalment lloses de fusta obertes en un 20%).

## Usos

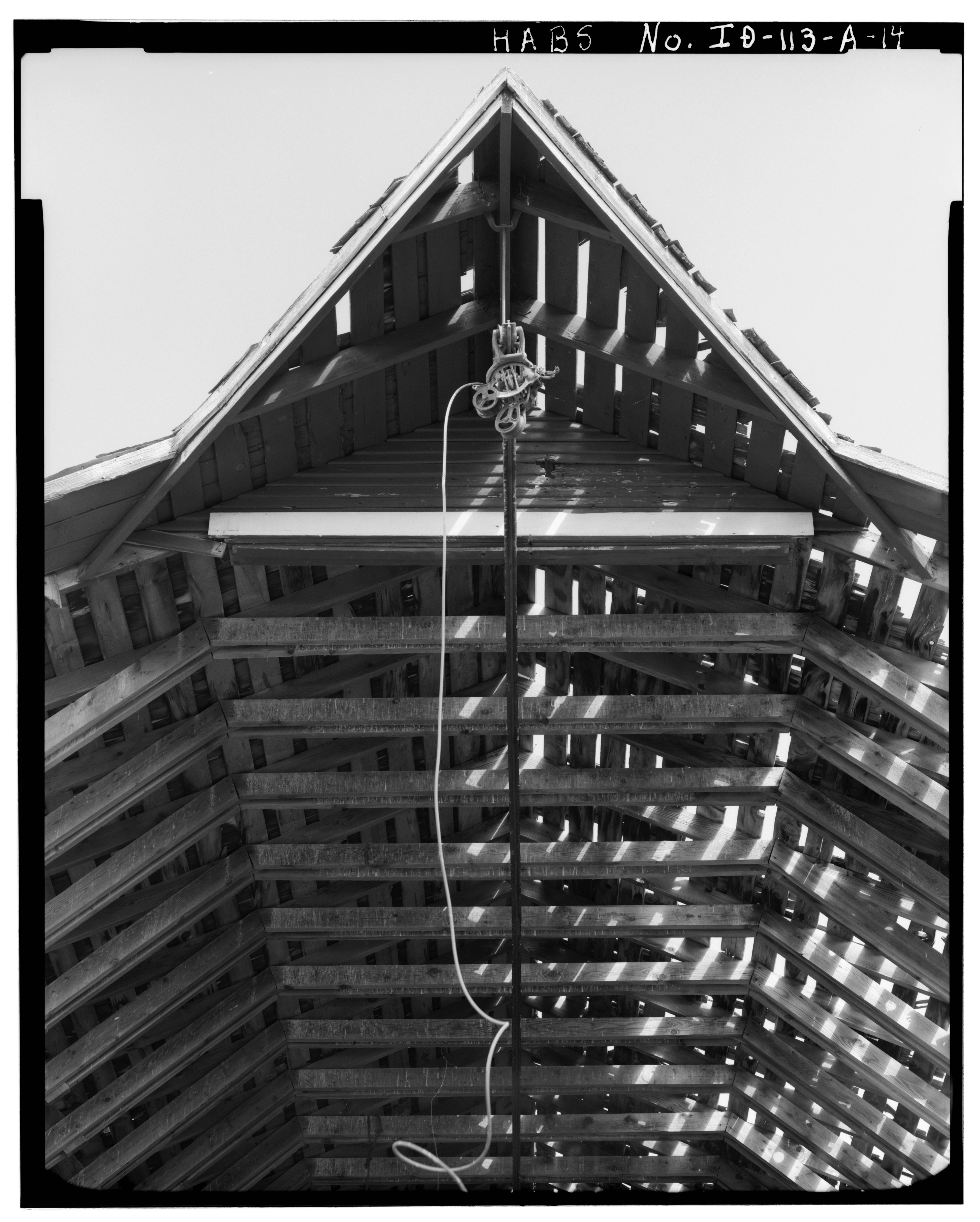
La pista de fenc es va desenvolupar a principis del i aquí es mostra com la coberta de fenc (extensió del sostre) cobreix la pista. Manca la paret de l'hastial d'aquest graner.

Als graners nord-americans d'estil més antic, l'àrea superior s'usava per emmagatzemar farroig i, de vegades, gra. Això es diu el mow (rima amb la vaca cow en anglès) o el paller. Es podia obrir una porta gran a la part superior dels extrems del graner perquè es pogués posar fenc a les golfes. El fenc va ser hissat al graner per un sistema que contenia politja i un carro que corria al llarg d'una via unida a la cresta superior del graner. Les portes trampa al pis permetien llançar aliment per a animals en els pessebres per als animals.
A Nova Anglaterra és comú trobar graners adjunts a la casa de camp principal (arquitectura de granja connectada), la qual cosa permet dur a terme les tasques mentre protegeix el treballador del clima.
A mitjan segle xx, els sostres grans i amples dels graners de vegades es pintaven amb lemes als Estats Units. Els més comuns van ser els 900 graners pintats amb anuncis de Rock City.
En el passat, els graners s'usaven sovint per a reunions comunals, com el barn dance.

## Edificis històrics

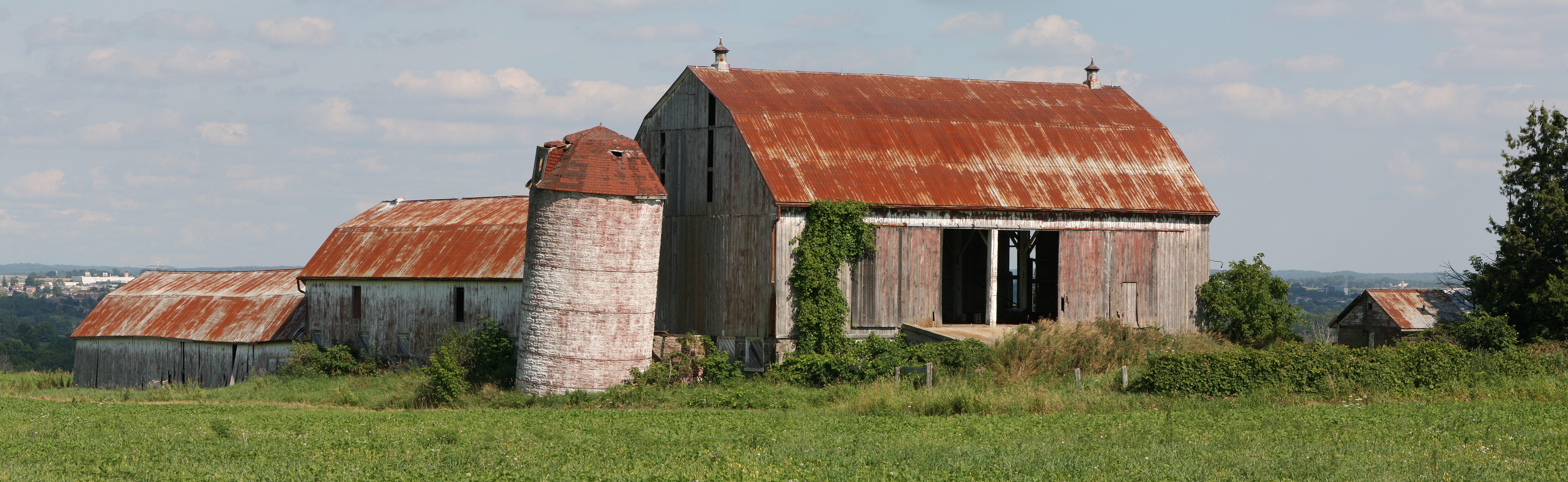

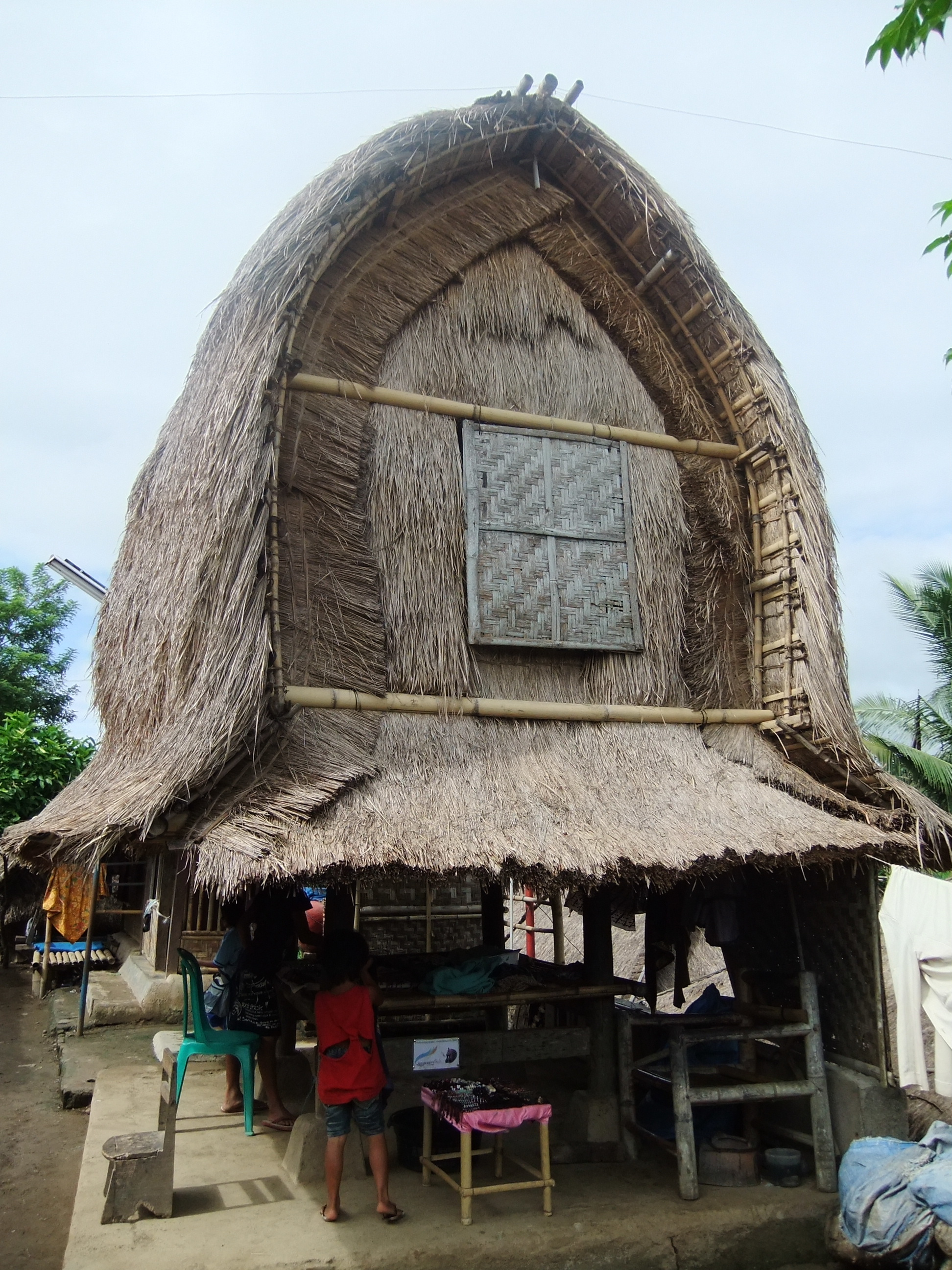
Graner d'arròs tradicional Sasak al poble de Sade, Lombok, Indonèsia.

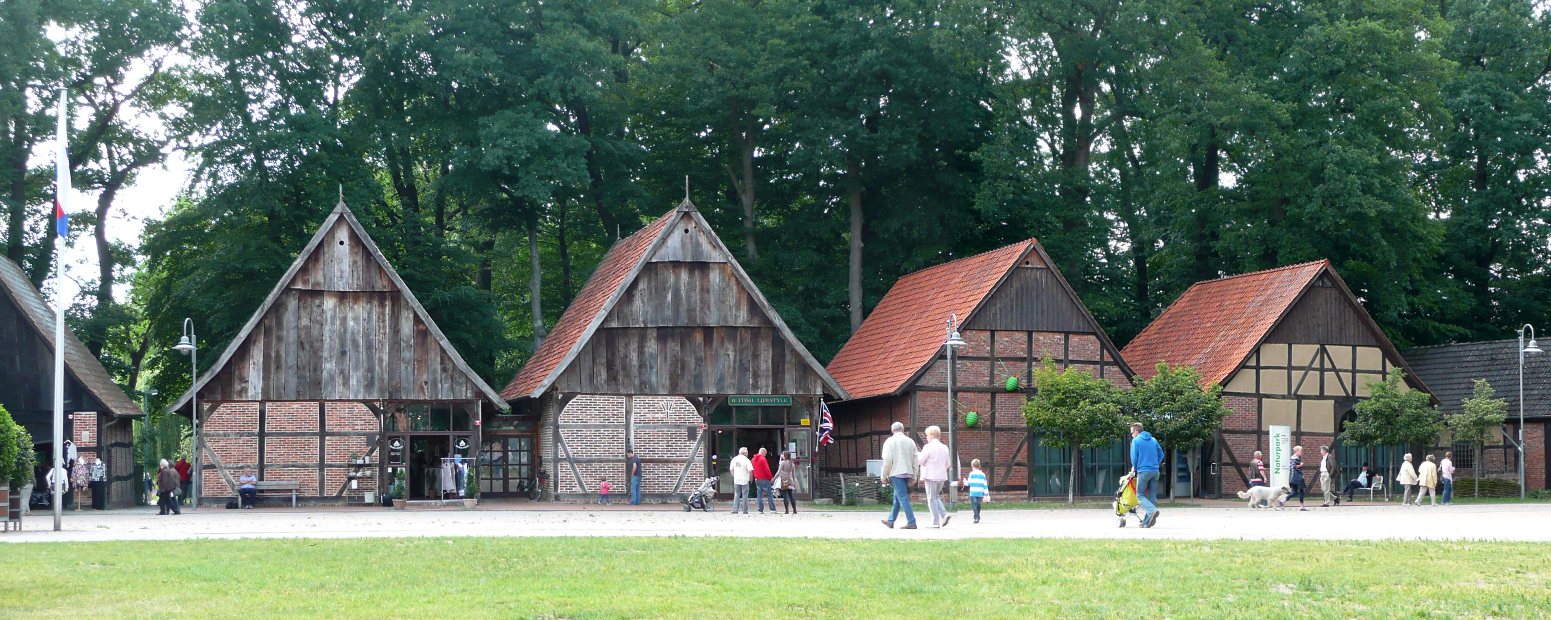
A Alemanya, a causa del risc d'incendi, alguns graners de fenc es van ubicar en àrees a part de les cases al centre de la ciutat o poble. Aquestes àrees es van anomenar Scheunenviertel, que es tradueix com a "barri graner", de "Scheune", la paraula alemanya per a graner. Aquest barri graner és a Steinhude, Alemanya

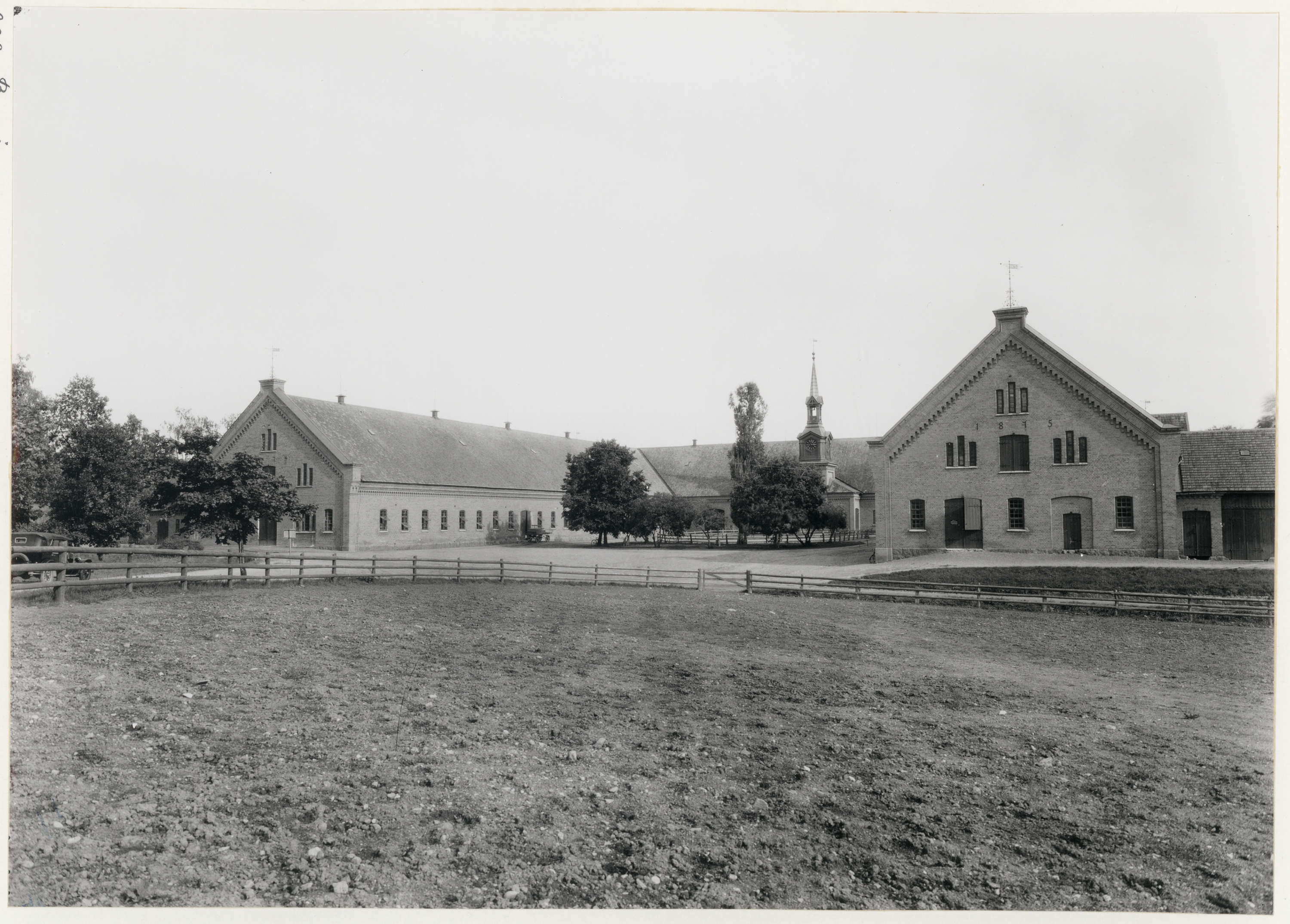
El graner al Castell de Bjärka-Säby, Suècia, al voltant de 1909.

Els antics edificis agrícoles del camp contribueixen al paisatge i ajuden a definir la història del lloc, és a dir, com es va fer l'agricultura en el passat i com s'ha colonitzat l'àrea al llarg dels segles. També poden mostrar els mètodes agrícoles, els materials de construcció i les habilitats que es van fer servir. La majoria es van construir amb materials que reflecteixen la geologia local de l'àrea. Els mètodes de construcció inclouen parets de terra i sostre amb palla.
Els edificis de pedra i maó, teulats amb teula o pissarra, van reemplaçar cada vegada més els edificis d'argila, fusta i palla de finals del segle XVIII i segles. Els sostres de metall van començar a usar-se a partir de la dècada de 1850. L'arribada dels canals i els ferrocarrils va portar el transport de materials de construcció a majors distàncies.
Les pistes que determinen la seva edat i ús històric es poden trobar a mapes antics, documents de venda, plànols de la propietat i en una inspecció visual de l'edifici en si, observant (per exemple) fustes reutilitzades, pisos anteriors, envans, portes i finestres .
La disposició dels edificis dins de la granja també pot oferir informació valuosa sobre l'ús històric de la granja i el valor paisatgístic. Les granges lineals eren típiques de les petites granges, on hi havia un avantatge de tenir bestiar i farratge dins un edifici, a causa del clima més fred. Els grups dispersos no planificats estaven més estesos. Els plans de pati solts construïts al voltant d'un pati es van associar amb granges més grans, mentre que els plans de pati dissenyats acuradament dissenyats per minimitzar el malbaratament i la mà d'obra es van construir a l'última part del segle xviii.
Els graners solen ser els edificis més grans i antics que es troben a la granja. Molts graners es van convertir en estables i edificis d'emmagatzematge i processament de farratge després de la dècada de 1880. Molts graners tenien forats d'òliba per permetre l'accés de les òlibes, encoratjades per ajudar a controlar les ferides.
L'estable sol ser el segon tipus d'edifici més antic de la granja. Estaven ben construïts i col·locats prop de la casa a causa del valor que tenien els cavalls com animals de tir.
Els horris moderns es van construir a partir del segle xviii. Els interiors de graners complets, amb parets arrebossades i envans de fusta per a sitges de grans, són molt rars.
Les cases llargues són un edifici antic on les persones i els animals usaven la mateixa entrada. Aquests encara es poden veure, per exemple, al nord d'Alemanya, on es troba la casa de Baixa Saxònia.
Pocs interiors dels estables de vaques del segle xix han sobreviscut inalterats a causa de les regulacions d'higiene dels lactis a molts països.
Els edificis antics de la granja poden mostrar els següents signes de deteriorament: podridura en construccions amb entramat de fusta a causa de la humitat, esquerdes a la maçoneria pel moviment de les parets, moviment del terra, problemes de sostre (per exemple, empenta cap a fora d'aquest, deteriorament de corretges i extrems d'aguiló), problemes de fonaments, penetració d'arrels d'arbres; morter de calç sent arrossegat a causa d'una inadequada protecció contra la intempèrie. Les parets fetes de cob, els morters de terra o les parets amb nuclis de runa són molt vulnerables a la penetració de l'aigua, i el reemplaçament o el recobriment de materials transpirables amb ciment o materials a prova d'humitat poden atrapar la humitat dins de les parets.
A Anglaterra i Gal·les, a alguns d'aquests edificis històrics se'ls ha donat l'estat d′"edifici catalogat", cosa que els proporciona cert grau de protecció arqueològica.
Alguns esquemes de subvencions estan disponibles per restaurar edificis de terres agrícoles històriques, per exemple, Natural England's Environmental Stewardship, Countryside Stewardship i Environmentally Sensitive Areas Scheme.